# Master of None/Episodenliste

Logo zur Serie

Diese Episodenliste enthält alle Episoden der US-amerikanischen Netflix-Serie Master of None, sortiert nach der US-amerikanischen Erstausstrahlung. Die Serie umfasst derzeit drei Staffeln mit 25 Episoden.

## Übersicht
| Staffel | Episodenanzahl | Erstveröffentlichung USA | Deutschsprachige Erstausstrahlung | Deutschsprachige Erstausstrahlung |
| Staffel | Episodenanzahl | Erstveröffentlichung USA | Staffelpremiere                   | Staffelfinale                     |
| ------- | -------------- | ------------------------ | --------------------------------- | --------------------------------- |
| 1       | 10             | 6. November 2015         | 6. November 2015                  | 6. November 2015                  |
| 2       | 10             | 12. Mai 2017             | 12. Mai 2017                      | 12. Mai 2017                      |
| 3       | 5              | 23. Mai 2021             | 23. Mai 2021                      | 23. Mai 2021                      |

## Staffel 1
Die erste Staffel wurde am 6. November 2015 auf Netflix per Streaming veröffentlicht.
| Nr. (ges.) | Nr. (St.) | Deutscher Titel        | Originaltitel        | Erstausstrahlung USA | Deutschsprachige Erstausstrahlung (D/A/CH) | Regie          | Drehbuch                  |
| ---------- | --------- | ---------------------- | -------------------- | -------------------- | ------------------------------------------ | -------------- | ------------------------- |
| 1          | 1         | Plan B                 | Plan B               | 6. Nov. 2015         | 6. Nov. 2015                               | James Ponsoldt | Aziz Ansari & Alan Yang   |
| 2          | 2         | Eltern                 | Parents              | 6. Nov. 2015         | 6. Nov. 2015                               | Aziz Ansari    | Aziz Ansari & Alan Yang   |
| 3          | 3         | Heiße Lady             | Hot Ticket           | 6. Nov. 2015         | 6. Nov. 2015                               | James Ponsoldt | Aziz Ansari & Alan Yang   |
| 4          | 4         | Inder im Fernsehen     | Indians on TV        | 6. Nov. 2015         | 6. Nov. 2015                               | Eric Wareheim  | Aziz Ansari & Alan Yang   |
| 5          | 5         | Der Andere             | The Other Man        | 6. Nov. 2015         | 6. Nov. 2015                               | Eric Wareheim  | Joe Mande & Aziz Ansari   |
| 6          | 6         | Nashville              | Nashville            | 6. Nov. 2015         | 6. Nov. 2015                               | Aziz Ansari    | Aziz Ansari & Alan Yang   |
| 7          | 7         | Meine Damen und Herren | Ladies and Gentlemen | 6. Nov. 2015         | 6. Nov. 2015                               | Lynn Shelton   | Sarah Peters & Zoe Jarman |
| 8          | 8         | Alte Leute             | Old People           | 6. Nov. 2015         | 6. Nov. 2015                               | Lynn Shelton   | Aziz Ansari & Alan Yang   |
| 9          | 9         | Morgen                 | Mornings             | 6. Nov. 2015         | 6. Nov. 2015                               | Eric Wareheim  | Aziz Ansari & Alan Yang   |
| 10         | 10        | Finale                 | Finale               | 6. Nov. 2015         | 6. Nov. 2015                               | Eric Wareheim  | Aziz Ansari & Alan Yang   |

## Staffel 2
Die zweite Staffel wurde am 12. Mai 2017 auf Netflix per Streaming veröffentlicht.
| Nr. (ges.) | Nr. (St.) | Deutscher Titel      | Originaltitel        | Erstausstrahlung USA | Deutschsprachige Erstausstrahlung (D/A/CH) | Regie            | Drehbuch                                  |
| ---------- | --------- | -------------------- | -------------------- | -------------------- | ------------------------------------------ | ---------------- | ----------------------------------------- |
| 11         | 1         | Der Dieb             | The Thief            | 12. Mai 2017         | 12. Mai 2017                               | Aziz Ansari      | Aziz Ansari, Alan Yang & Andy Blitz       |
| 12         | 2         | Le Nozze             | Le Nozze             | 12. Mai 2017         | 12. Mai 2017                               | Aziz Ansari      | Aziz Ansari & Alan Yang                   |
| 13         | 3         | Religion             | Religion             | 12. Mai 2017         | 12. Mai 2017                               | Alan Yang        | Aziz Ansari & Aniz Adam Ansari            |
| 14         | 4         | Erstes Date          | First Date           | 12. Mai 2017         | 12. Mai 2017                               | Eric Wareheim    | Aziz Ansari, Alan Yang & Sarah Schneide   |
| 15         | 5         | Die Dinnerparty      | The Dinner Party     | 12. Mai 2017         | 12. Mai 2017                               | Eric Wareheim    | Aziz Ansari & Alan Yang                   |
| 16         | 6         | New York, I Love You | New York, I Love You | 12. Mai 2017         | 12. Mai 2017                               | Alan Yang        | Aziz Ansari, Alan Yang & Cord Jefferson   |
| 17         | 7         | Tür Nummer 3         | Door #3              | 12. Mai 2017         | 12. Mai 2017                               | Melina Matsoukas | Aziz Ansari, Alan Yang & Lakshmi Sundaram |
| 18         | 8         | Thanksgiving         | Thanksgiving         | 12. Mai 2017         | 12. Mai 2017                               | Melina Matsoukas | Aziz Ansari & Lena Waithe                 |
| 19         | 9         | Amarsi Un Po         | Amarsi Un Po         | 12. Mai 2017         | 12. Mai 2017                               | Aziz Ansari      | Aziz Ansari                               |
| 20         | 10        | Buona Notte          | Buona Notte          | 12. Mai 2017         | 12. Mai 2017                               | Aziz Ansari      | Aziz Ansari & Alan Yang                   |

## Staffel 3
Die dritte Staffel erschien mit dem Untertitel Momente einer Liebe (Master of None Presents: Moments in Love) und wurde am 23. Mai 2021 auf Netflix per Streaming veröffentlicht.
| Nr. (ges.) | Nr. (St.) | Deutscher Titel | Originaltitel | Erstausstrahlung USA | Deutschsprachige Erstausstrahlung (D/A/CH) | Regie       | Drehbuch                  |
| ---------- | --------- | --------------- | ------------- | -------------------- | ------------------------------------------ | ----------- | ------------------------- |
| 21         | 1         | Kapitel 1       | Chapter 1     | 23. Mai 2021         | 23. Mai 2021                               | Aziz Ansari | Aziz Ansari, Lena Waithe  |
| 22         | 2         | Kapitel 2       | Chapter 2     | 23. Mai 2021         | 23. Mai 2021                               | Aziz Ansari | Aziz Ansari & Lena Waithe |
| 23         | 3         | Kapitel 3       | Chapter 3     | 23. Mai 2021         | 23. Mai 2021                               | Aziz Ansari | Aziz Ansari & Lena Waithe |
| 24         | 4         | Kapitel 4       | Chapter 4     | 23. Mai 2021         | 23. Mai 2021                               | Aziz Ansari | Aziz Ansari & Lena Waithe |
| 25         | 5         | Kapitel 5       | Chapter 5     | 23. Mai 2021         | 23. Mai 2021                               | Aziz Ansari | Aziz Ansari & Lena Waithe |